# Damaris Egurrola
Damaris Berta Egurrola Wienke (* 26. August 1999 in Orlando) ist eine niederländisch-spanisch-US-amerikanische Fußballspielerin. Sie steht derzeit bei Olympique Lyon unter Vertrag und spielte 2022 erstmals für die niederländische Nationalmannschaft, nachdem sie bereits 2019 für die spanische Nationalmannschaft spielte.

## Karriere

### Vereine
Damaris Egurrola spielte ab 2012 bei Athletic Bilbao. Nachdem sie zunächst in der B-Mannschaft gespielt hatte, kam sie 2015 erstmals in der ersten Mannschaft zum Einsatz. In der Saison 2015/16 absolvierte sie sechs Spiele in der Primera División. Die Mannschaft gewann die Meisterschaft und Egurrola wurde Stammspielerin in ihrem Team. Zusammen mit Maite Oroz entschied sie sich dazu, den Verein nach Ablauf ihres Vertrages im Sommer 2020 zu verlassen. Schließlich unterschrieb sie im September 2020 einen Zweijahresvertrag beim FC Everton. Am 3. Oktober 2020 spielte sie erstmals für ihren neuen Verein in der FA Women’s Super League.
Bereits am 20. Januar 2021 wechselte Egurrola dann zu Olympique Lyon. Der Verein verpflichtete sie für dreieinhalb Jahre. Bei einem Spiel gegen Stade de Reims im Rahmen des Coupe de France kam sie erstmals für Lyon zum Einsatz. Kurz darauf debütierte sie auch in der Division 1 Féminine und der UEFA Women’s Champions League.  In der Gruppenphase der UEFA Women’s Champions League 2022/23 wurde sie in fünf Spielen eingesetzt und qualifizierte sich mit Lyon durch ein torloses Remis im letzten Spiel gegen Juventus Turin als Gruppenzweiter für das Viertelfinale. Dort kam aber das vorzeitige Aus, denn nach einer 0:1-Heimniederlage gegen die Chelsea FC Women, konnten sie im Rückspiel an der Stamford Bridge zwar mit 2:1 nach Verlängerung gewinnen. Da die Auswärtstorregel in den europäischen Wettbewerben aber nicht mehr gilt, kam es zum Elfmeterschießen, das mit 3:4 verloren wurde, wobei sie nicht mehr mitwirkte, da sie  bereits in der 56. Minute ausgewechselt wurde. Die für sie eingewechselte Sara Däbritz hatte ihre Mannschaft noch mit 2:0 in Führung gebracht, in der 8. Minute der Nachspielzeit hatten sie aber noch den Anschlusstreffer hinnehmen müssen.

### Nationalmannschaft
Egurrola kam als Tochter eines Spaniers und einer Niederländerin im US-amerikanischen Orlando zur Welt, wo ihr Vater zu jener Zeit als professioneller Pelotaspieler aktiv war. Aufgrund ihres Geburtslandes und ihrer Abstammung war Egurrola spielberechtigt für die Vereinigten Staaten, Spanien und die Niederlande. Sie spielte zunächst für die spanische U-17-Mannschaft, U-19-Mannschaft und U-20-Mannschaft. Bei der U-17-Fußball-Europameisterschaft der Frauen 2016 belegte sie mit der spanischen Auswahl den zweiten Platz und bei der U-17-Fußball-Weltmeisterschaft der Frauen 2016 den dritten Platz. Zusammen mit der U-19-Mannschaft gewann sie die U-19-Fußball-Europameisterschaft der Frauen 2017, wobei sie im Finalspiel ein Tor erzielte. Außerdem spielte sie im Rahmen der Qualifikation zur U-19-Fußball-Europameisterschaft der Frauen 2018 und bei der U-20-Fußball-Weltmeisterschaft der Frauen 2018 für Spanien.
Im Mai 2019 spielte Egurrola dann für die spanische Nationalmannschaft, als sie bei einem Freundschaftsspiel gegen Kamerun für die letzten Spielminuten eingewechselt wurde. Im Oktober 2019 wurde sie in die spanische U-23-Mannschaft berufen. Außerdem spielte sie für die inoffizielle Baskische Fußballauswahl der Frauen.
Zwei Jahre nach ihrem Einsatz für die spanische Nationalmannschaft gab der spanische Nationaltrainer Jorge Vilda an, er habe zweimal versucht, Egurrola für die Nationalmannschaft zu nominieren und mit ihr zu telefonieren. Ihr Manager wies diese Aussagen zurück und gab an, die Nominierungen hätten sich lediglich auf die U-23-Mannschaft bezogen und es habe in den vergangenen zwei Jahren keine Versuche der persönlichen Kontaktaufnahme gegeben. Außerdem wurde bekannt, dass Egurrola sich entschieden habe, für eine andere Nationalmannschaft zu spielen.
Im März 2022 wechselte sie schließlich zur niederländischen Nationalmannschaft. Ihr erstes Spiel absolvierte sie am 8. April 2022. Bei der Fußball-Europameisterschaft der Frauen 2022 kam sie bei drei Spielen zum Einsatz, wobei sie zweimal eingewechselt wurde und einmal von Beginn an spielte.
Im letzten Spiel der Qualifikation für die WM 2023 gegen Island wurde sie in der 77. Minute für Kapitänin Sherida Spitse eingewechselt. Durch ein Tor in der Nachspielzeit gewannen die Niederländerinnen mit 1:0 und qualifizierten sich damit für die WM-Endrunde.
Am 30. Juni 2023 wurde sie für die WM-Endrunde nominiert, kam in jedem der fünf Spiele ihres Teams zum Einsatz und schied mit ihrer Mannschaft im Viertelfinale gegen die Spanierinnen nach Verlängerung aus.
Sie wurde auch für die EM-Endrunde 2025 nominiert: Dort hatte sie in den beiden letzten Gruppenspielen zwei Kurzeinsätze und schied mit ihrer Mannschaft danach aus.

## Erfolge
Athletic Bilbao
- Primera División: 2015/16

Olympique Lyon
- Division 1 Féminine: 2021/22, 2022/23
- UEFA Women’s Champions League: 2021/22
- Trophée des Championnes 2022
- Coupe de France féminine 2022/23

Nationalmannschaft
- U-19-Fußball-Europameisterschaft: 2017 (mit Spanien)